# Cantone di Château-Arnoux-Saint-Auban
Il Cantone di Château-Arnoux-Saint-Auban è una divisione amministrativa dell'arrondissement di Forcalquier.
È stato creato nell'ambito della riforma approvata con decreto del 24 febbraio 2014, che ha avuto attuazione dopo le elezioni dipartimentali del 2015.

## Composizione
Gli 8 comuni sono:
- Aubignosc
- Château-Arnoux-Saint-Auban
- Châteauneuf-Val-Saint-Donat
- L'Escale
- Ganagobie
- Montfort
- Peyruis
- Volonne